# Kawanishi, Hyogo

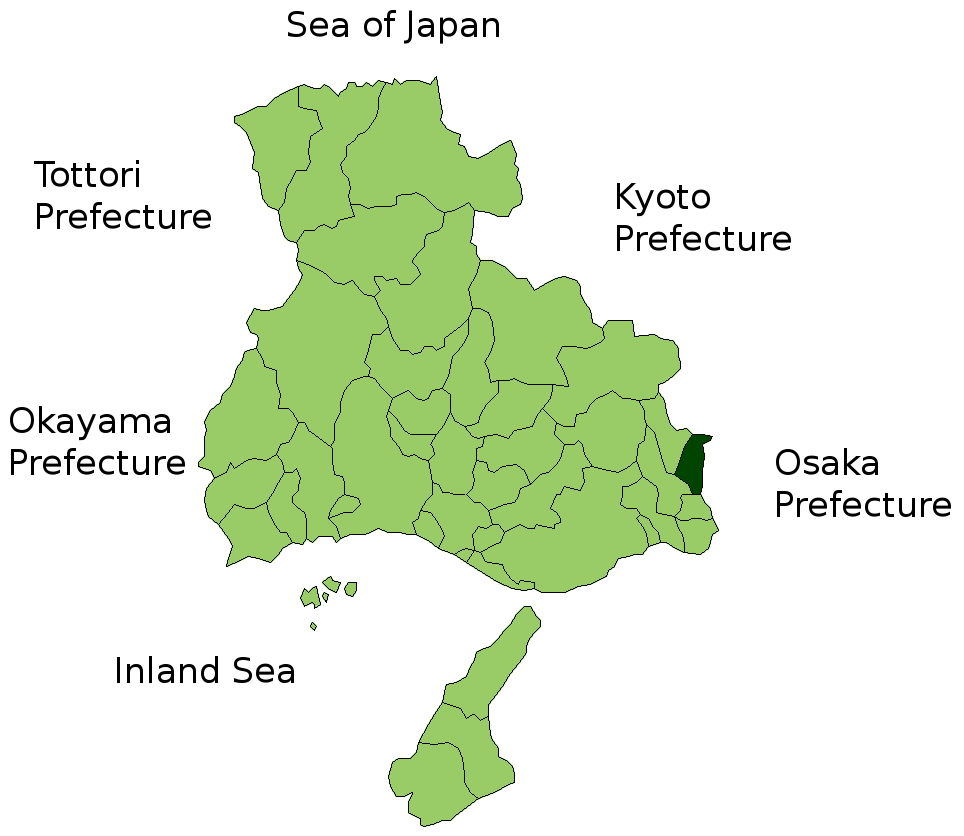

Kawanishi (川西市 Kawanishi-shi?) este un municipiu din Japonia, prefectura Hyōgo.